# Айгаван
Айгаван (арм. Այգավան) — село в Араратской области Армении. Основано в 1828 году.

## География
Село расположено в юго-западной части марза, на расстоянии 12 километров к юго-востоку от города Арташат, административного центра области. Абсолютная высота — 840 метров над уровнем моря.
Климат
Климат характеризуется как семиаридный (BSk в классификации климатов Кёппена). Среднегодовая температура воздуха составляет 12,6 °C. Средняя температура самого холодного месяца (января) составляет −2,7 °С, самого жаркого месяца (июля) — 26,4 °С. Расчётная многолетняя норма атмосферных осадков — 267 мм. Наибольшее количество осадков выпадает в мае (46 мм).

## Население
По данным «Сборника сведений о Кавказе» за 1880 год в селе Реганлу Эриванского уезда по сведениям 1873 года было 23 двора и проживало 206 человек, в основном армянской национальности ("народности") и армяно-григорианского вероисповедания.
По данным Кавказского календаря на 1915 год, в селе Реганлу Эриванского уезда проживало 476 человек, в основном армяне.
| Год переписи | Население          | Население          | Население          | Население            | Население            | Население            |
| Год переписи | Наличное население | Наличное население | Наличное население | Постоянное население | Постоянное население | Постоянное население |
| Год переписи | Всего              | Мужчины            | Женщины            | Всего                | Мужчины              | Женщины              |
| ------------ | ------------------ | ------------------ | ------------------ | -------------------- | -------------------- | -------------------- |
| 2001         | 3785               | 1878               | 1907               | 4058                 | 2039                 | 2019                 |
| 2011         | 3760               | 1866               | 1894               | 3914                 | 1971                 | 1943                 |

| Год  | Численность | Численность |
| ---- | ----------- | ----------- |
| 1873 | 206         | [ 11 ]      |
| 1897 | 346         | [ 12 ]      |
| 1926 | 589         | [ 12 ]      |
| 1941 | 467         | [ 11 ]      |
| 1959 | 1992        | [ 11 ]      |
| 1979 | 3103        | [ 11 ]      |
| 1989 | 3687        | [ 13 ]      |
| 2001 | 4058        | [ 11 ]      |
| 2011 | 3914        | [ 14 ]      |